# Brigada «Guzmán el Bueno» X
La Brigada  "Guzmán el Bueno" X, hasta agosto de 2020 también conocida como Brigada Orgánica Polivalente "Guzmán el Bueno" X (BOP X) y hasta 2015 denominada Brigada de Infantería Mecanizada "Guzmán el Bueno" X (BRIMZ X), es una de las cuatro brigadas pesadas encuadradas actualmente en la División «Castillejos», unidad perteneciente a la Fuerza Terrestre del Ejército de Tierra. La mayor parte de las unidades de la brigada están ubicadas en la Base Cerro Muriano, a unos 20 kilómetros al norte de Córdoba, salvo el Regimiento "Garellano" que está basado en Munguía, provincia de Vizcaya. Su nombre rememora a Guzmán el Bueno,  primer señor de Sanlúcar de Barrameda.

## Historial
La Brigada tiene su antecedente en la Brigada Infantería Mecanizada XXI que fue creada el 10 de julio de 1965 en Badajoz como parte de la reorganización del Ejército de Tierra impulsada por Camilo Menéndez Tolosa. Formaba parte de la División de Infantería Mecanizada «Guzmán el Bueno» n.º 2, una de las tres divisiones de la entonces creada Fuerza de Intervención Inmediata.: 89–92  Como parte del Plan Meta de reorganización del Ejército de Tierra, en 1984 la Brigada se trasladó a las instalaciones de los antiguos Centros de Instrucción de Reclutas (CIR) de la Segunda Región Militar en Cerro Muriano, Córdoba. El 1 de julio de 1996, como consecuencia de una nueva reorganización, el plan NORTE, fue renombrada Brigada de Infantería Mecanizada X “Guzmán el Bueno” y pasó a formar parte de la División Mecanizada “Brunete” n.º 1.: 16–17  En 2006 pasó depender directamente del Mando de las Fuerzas Pesadas y la reorganización de 2015 la convirtió en una Brigada Orgánica Polivalente pesada, incorporándose a la Brigada el Regimiento de Infantería "Garellano" y el Grupo de Caballería Acorazado "Almansa" y pasando la Brigada a formar parte de la División «San Marcial».
Con motivo de una nueva reorganización el Ejército de Tierra, a partir del 1 de septiembre de 2020 esta Brigada pasa a formar parte de la División "Castillejos" y deja de denominarse Brigada Orgánica Polivalente (BOP), denominación que queda abolida en la nueva reorganización del Ejército.

### Participación en Operaciones Internacionales
Fuerza de Protección de las Naciones Unidas (UNPROFOR) en Bosnia y Herzegovina (ONU)
Entre abril y octubre de 1994 unidades de la brigada participaron en la escolta de convoyes y la distribución de ayuda humanitaria, y en la desmilitarización y de Mostar. De noviembre de 1994 a abril de 1995 elementos de la unidad participaron en la Agrupación "Extremadura".
Fuerza de Implementación de la OTAN (IFOR) en Bosnia y Herzegovina (OTAN)
De abril a agosto de 1998 formó parte de la Brigada Española "Córdoba" VII, destacada a Bosnia para proteger el retorno de los refugiados y para ayudar a la OSCE a organizar las elecciones generales de septiembre de 1998. En el año 2000 destacó a la Agrupación "Córdoba" XIII para velar por la implementación de los Acuerdos de Dayton, incluyendo el desarme de unidades irregulares y la patrulla de la zona de separación entre las partes en conflicto.
Fuerzas de Estabilización (SFOR) en Bosnia y Herzegovina (OTAN)
Formó la Agrupación Táctica Española (SPAGT) XVII de diciembre de 2001 a mayo de 2002.
Fuerzas de Kosovo (KFOR) en Kosovo (OTAN)
La Brigada destacó la Agrupación Táctica Española de Kosovo (KSPAGT) IX a Doboj Istok de marzo a septiembre de 2003. De agosto de 2005 a febrero de 2006 formó la KSPAGT XIV en apoyo de las operaciones Joint Guardian y Joint Enterprise, y de junio a diciembre de 2007 la KSPAGT XVIII.
Fuerza Provisional de las Naciones Unidas para el Líbano (UNIFIL) en Líbano (ONU)
La brigada ha desplegado tres contingentes al sur del Líbano como parte de las Brigadas Multinacionales "Libre Hidalgo": de la IX de agosto a diciembre de 2009, de la XIII de diciembre de 2010 a mayo de 2011, y de la XVIII de noviembre de 2012 a mayo de 2013.
Otras Misiones Internacionales
Personal de la Brigada también ha actuado como observadores de Naciones Unidas en Centroamérica y África.

## Unidades
Estas son las principales unidades de la Brigada "Guzmán el Bueno" X:
- Cuartel General X
- Batallón de Cuartel General X

- Regimiento Acorazado "Córdoba" n.º 10:
  -  Batallón de Infantería Carros de Combate "Málaga" I/10
  -  Grupo de Caballería Acorazado "Almansa" II/10
- Regimiento de Infantería "La Reina" N.º 2:
  - Batallón de Infantería Protegida "Princesa" I/2
  - Batallón de Infantería Mecanizada "Lepanto" II/2

- Regimiento de Infantería "Garellano" N.º 45[6]
  - Batallón de Infantería Motorizada "Guipúzcoa" I/45[6]

- Grupo de Artillería de Campaña X
- Batallón de Zapadores X
- Grupo Logístico X
- Compañía de Transmisiones X[7]
- Unidad de Servicios de Base "Cerro Muriano". Pertenece a la Dirección de Acuartelamiento de la Inspección General de Ejército.